# پرچم رواندا

پرچم رواندا

پرچم کنونی رواندا با تناسب ۲:۳ توسط آلفونس کیریموبنکیو، هنرمند و مهندس رواندایی طراحی و در تاریخ ۲۵ اکتبر ۲۰۰۱ پذیرفته شد. این پرچم از سه نوار افقی غیر هم‌اندازهٔ آبی آسمانی، زرد و سبزرنگ درست شده‌است که نوار آبی با اندازه‌ای دو برابر دو نوار دیگر در بالا، زرد در میان و نوار سبز در پایین آن‌ها قرار دارد. همچنین خورشید طلایی‌رنگ ۲۴پری در نزدیکی انتهای بخش پرواز پرچم در گوشهٔ بالایی نوار آبی‌رنگ وجود دارد.

## نمادشناسی
در پرچم رواندا:
- رنگ آبی آسمانی نشانهٔ صلح و شادی است[۱][۲] و مردم رواندا باید برای رسیدن به صلحی که برایشان شادی و توسعهٔ اقتصادی به‌همراه می‌آورد بجنگند.[۱]
- رنگ زرد نشانهٔ ثروت نهفته در منابع معدنی[۲] و توسعهٔ اقتصادی است.[۲][۱]
- رنگ سبز نشانگر منابع طبیعی[۲] و امید به موفقیتی[۲][۱] است که در سایهٔ بهره‌برداری منطقی از نیروی مردم رواندا و منابع کشور به‌دست می‌آید.[۱]
- خورشید و اشعه‌های طلایی‌رنگش نماد وحدت، روشنگری و مبارزه با جهل است.[۱][۲]

## پرچم‌های پیشین

پرچم رواندا ۱۹۶۲-۲۰۰۱
پرچم رواندا ۱۹۵۹-۱۹۶۱